# Tollo
Tollo ist eine italienische Gemeinde (comune) mit 3884 Einwohnern (Stand 31. Dezember 2023) in der Provinz Chieti in den Abruzzen. Die Gemeinde liegt etwa 12 Kilometer östlich von Chieti. Tollo ist Teil der Unione delle Colline Teatine. Bis zur Adria sind es 6 Kilometer in nordöstlicher Richtung.

## Geschichte
Nach dem Kriegseintritt Italiens im Juni 1940 errichtete das faschistische Regime in einem privaten Wohnhaus in Tollo ein Internierungslager (campo di concentramento). Es verfügte über insgesamt 15 Räume und nahm zunächst 42 deportierte Dalmatiner auf, die verdächtigt wurden, Kommunisten zu sein. Im Mai 1943 befanden sich 98 Jugoslawen in Tollo, die aus Sicherheitsgründen in andere Lager verlegt wurden.

## Weinbau
In der Gemeinde werden Reben der Sorte Montepulciano für den DOC-Wein Montepulciano d’Abruzzo angebaut.

## Verkehr
Durch die Gemeinde führt die Autostrada A14 von Bologna nach Tarent. Die frühere Bahnstrecke von Tollo nach Vasto ist mittlerweile aufgelassen.